# 高加速应力测试
高加速应力测试（HAST）的方法是由 Jeffrey E. Gunn, Sushil K. Malik 和 Purabi M. Mazumdar 首先提出，其应力测试的失效机制由CuAl和AuAl的IMC界面腐蚀和微裂纹以及诱发的电球键开路引起。
由于85 °C/85% RH的正常测试时间为1000小时，若需要更短的测试时间，则通过HAST在 130 °C/85% RH 下进行96小时的偏压测试。然而，在130 °C/85% RH下进行测试有时会超过模塑化合物的玻璃化转变温度，因此，130 °C/85% RH结果可能并不总是与85 °C/85% RH结果有很好的相关性。HAST测试有时在较低的110 °C下进行，但时间稍长，为264小时。如果在HAST测试期间观察到失效，则会将测试温度降至85°C/85% RH。
湿度加速因子由下式计算
{\displaystyle AF_{\text{H}}=e^{{\text{const}}\cdot (RH_{\text{s}}^{n}-RH_{\text{o}}^{n})},}
其中 RHs 是加速状态相对湿度，RHo 是工作环境相对湿度，n 是一个经验得出的常数(一般1< n <5).
温度加速因子由下式计算
{\displaystyle AF_{T}=e^{(E_{\text{a}}/k)(1/T_{\text{o}}-1/T_{\text{s}})},}
其中Ea 是活化能(电子产品通常是 0.7eV), k 是玻尔兹曼常数, To 是以开尔文为单位的工作温度，Ts 是加速状态温度。
无偏压高加速应力测试的总加速因子是
{\displaystyle AF_{\text{HAST}}=AF_{\text{H}}\cdot AF_{T}=e^{{\text{const}}\cdot (RH_{\text{s}}^{n}-RH_{\text{o}}^{n})}e^{(E_{\text{a}}/k)(1/T_{\text{o}}-1/T_{\text{s}})}.}